# Sandahnúkur
Sandahnúkur är en bergstopp i republiken Island. Den ligger i regionen Austurland, 300 km nordost om huvudstaden Reykjavík. Toppen på Sandahnúkur är 641 meter över havet.
Trakten runt Sandahnúkur är nära nog obefolkad, med mindre än två invånare per kvadratkilometer. Det finns inga samhällen i närheten. Trakten runt Sandahnúkur är ofruktbar med lite eller ingen växtlighet.